# Pariževići
Pariževići är en ort i Bosnien och Hercegovina.   Den ligger i entiteten Federationen Bosnien och Hercegovina, i den centrala delen av landet, 26 km väster om huvudstaden Sarajevo. Pariževići ligger 551 meter över havet och antalet invånare är 298.
Terrängen runt Pariževići är kuperad. Runt Pariževići är det ganska tätbefolkat, med 93 invånare per kvadratkilometer.. Närmaste större samhälle är Kiseljak, 1,8 km öster om Pariževići. 
I omgivningarna runt Pariževići växer i huvudsak lövfällande lövskog.